# Nagrada skupine OHO
Nagrada skupine OHO je ena najpomembnejših nacionalnih nagrada za mlade vizualne umetnike v Sloveniji. Nagrado podeljuje Zavod  P.A.R.A.S.I.T.E. v sklopu mreže Young Visual Artist Award, ki združuje različne nevladne organizacije srednje in vzhodne Evrope. V Sloveniji so nagrado poimenovali po neoavantgarni umetniški skupini OHO. Nagrada vključuje dvomesečno umetniško rezidenco v New Yorku, nato pa se nagrajeni umetnik oziroma umetnica samostojno predstavi v Galeriji P74 v Ljubljani.

## Prejemniki
Nagrado so doslej prejeli:
- 2006: Sašo Sedlaček
- 2007: Miha Presker in Luiza Margan
- 2008: Mladen Stropnik
- 2009: Ana Čigon
- 2010: Maja Hodošček
- 2011: Beli sladoled
- 2012: Tomaž Furlan
- 2013: Velibor Barišić – Veli Silver
- 2014: Staš Kleindienst
- 2015: Lenka Đorojević in Matej Stupica
- 2016: Mark Požlep
- 2017: Simon Hudolin Salči (SBD)
- 2018: Neža Knez
- 2019: Tadej Vaukman
- 2020: Nika Ham
- 2021: Lene Lekše
- 2022: Đejmi Hadrović
- 2023: Ana Likar